# Metzeresche
Metzeresche là một xã trong vùng Grand Est, thuộc tỉnh Moselle, quận Thionville-Est, tổng Metzervisse. Tọa độ địa lý của xã là 49° 17' vĩ độ bắc, 06° 18' kinh độ đông. Metzeresche nằm trên độ cao trung bình là 220 mét trên mực nước biển, có điểm thấp nhất là 189 mét và điểm cao nhất là 285 mét. Xã có diện tích 9,56 km², dân số vào thời điểm 2006 là 840 người; mật độ dân số là 88 người/km². Xã nằm khoảng 13 km về phía đông nam của Thionville, thuộc Pháp từ năm 1661.

## Thông tin nhân khẩu
| 1962 | 1968 | 1975 | 1982 | 1990 | 1999 | 2006 |
| ---- | ---- | ---- | ---- | ---- | ---- | ---- |
| 445  | 465  | 507  | 720  | 691  | 674  | 840  |